# Quique Setién
Enrique ("Quique") Setién Solar (Santander, 27 september 1958) is een Spaans voormalig voetballer die doorgaans speelde als middenvelder. Tussen 1977 en 1996 was hij actief voor Racing Santander, Atlético Madrid, Logroñés, opnieuw Racing Santander en Levante. Setién maakte in 1985 zijn debuut in het Spaans voetbalelftal en in twee jaar speelde hij drie interlands. Na zijn carrière als speler werd Setién trainer. In september 2023 werd hij ontslagen door Villarreal.

## Clubcarrière
Setién speelde in de jeugd van amateurclubs Casablanca en Perines, alvorens hij bij Racing Santander terechtkwam. Bij deze club debuteerde hij ook als profvoetballer en in acht seizoenen speelde hij meer dan tweehonderd competitiewedstrijden. Daarna maakte hij de overstap naar Atlético Madrid, waar hij drie seizoenen zou spelen. Via Logroñés keerde de middenvelder in 1992 terug bij Racing Santander, waar hij vier seizoenen actief zou zijn. Hij sloot zijn carrière af bij Levante, waarvoor hij drie wedstrijden speelde.

## Interlandcarrière
Setién maakte op 20 november 1985 zijn debuut in het Spaans voetbalelftal, toen met 0–0 gelijkgespeeld werd tegen Oostenrijk. Hij mocht van bondscoach Miguel Muñoz in de basis beginnen en hij speelde het gehele duel mee. De andere debutanten dit duel waren Tomás Reñones (Atlético Madrid), Míchel (Real Madrid) en Eloy Olaya (Sporting Gijón). In 1985 en 1986 speelde hij nog twee interlands, tegen Bulgarije en de Sovjet-Unie, die beide met 2–0 gewonnen werden. In 1986 werd Setién opgenomen in de Spaanse selectie voor het WK in Mexico. Op dit toernooi kwam hij echter niet in actie.
| Interlands van Quique Setién voor Spanje | Interlands van Quique Setién voor Spanje | Interlands van Quique Setién voor Spanje | Interlands van Quique Setién voor Spanje | Interlands van Quique Setién voor Spanje | Interlands van Quique Setién voor Spanje |
| №                                        | Datum                                    | Wedstrijd                                | Uitslag                                  | Competitie                               | Goals                                    |
| Als speler bij Atlético Madrid           | Als speler bij Atlético Madrid           | Als speler bij Atlético Madrid           | Als speler bij Atlético Madrid           | Als speler bij Atlético Madrid           | Als speler bij Atlético Madrid           |
| ---------------------------------------- | ---------------------------------------- | ---------------------------------------- | ---------------------------------------- | ---------------------------------------- | ---------------------------------------- |
| 1                                        | 20 november 1985                         | Spanje – Oostenrijk                      | 0 – 0                                    | Vriendschappelijk                        |                                          |
| 2                                        | 18 december 1985                         | Spanje – Bulgarije                       | 2 – 0                                    | Vriendschappelijk                        |                                          |
| 3                                        | 22 januari 1986                          | Spanje – Sovjet-Unie                     | 2 – 0                                    | Vriendschappelijk                        |                                          |

## Trainerscarrière
Vijf jaar nadat hij een punt zette achter zijn actieve loopbaan werd Setién aangesteld als trainer bij de club waarvoor hij het meest gespeeld had, Racing Santander. Na een korte periode bij Polideportivo Ejido en een paar jaar zonder club was hij in 2006 enkele maanden bondscoach van Equatoriaal-Guinea. Hierop werd hij trainer bij Logroñés en in juni 2009 stelde Lugo hem aan als verantwoordelijke. Bij Lugo zou hij zes seizoenen actief blijven als trainer.
Setién werd in oktober 2015 door Las Palmas aangesteld als opvolger van Paco Herrera. In zijn tweede seizoen liet de coach weten Las Palmas te gaan verlaten in de zomer van 2017. In die zomer stelde Real Betis hem aan als trainer, met een contract voor drie seizoenen. Betis eindigde in het seizoen 2017/18 op de zesde plaats, waarmee de club zich kwalificeerde voor de UEFA Europa League. Na afloop van het seizoen 2018/19 besloot Setién om Betis achter zich te laten.
Na het ontslag van Ernesto Valverde werd Setién in januari 2020 aangesteld als nieuwe trainer van Barcelona. Hij tekende een contract tot en met het seizoen 2021/22. Nadat Barcelona onder zijn leiding op de tweede plaats eindigde in de Primera División, in de kwartfinale van de Copa del Rey uitgeschakeld werd door Athletic Bilbao en in de kwartfinale van de Champions League met 2–8 verloor van Bayern München, werd Setién in augustus 2020 ontslagen. Op 25 oktober 2022 werd Setién aangesteld als trainer van Villareal, na het vertrek van Unai Emery. Setién tekende voor twee jaar bij de club uit Vila-real. Het seizoen 2023/24 werd gestart met één overwinning en drie nederlagen in de eerste vier wedstrijden, waarna Setién ontslagen werd.

## Erelijst
| Supercopa de España | 1 | 1985 |